# St. Georg (Kallmuth)

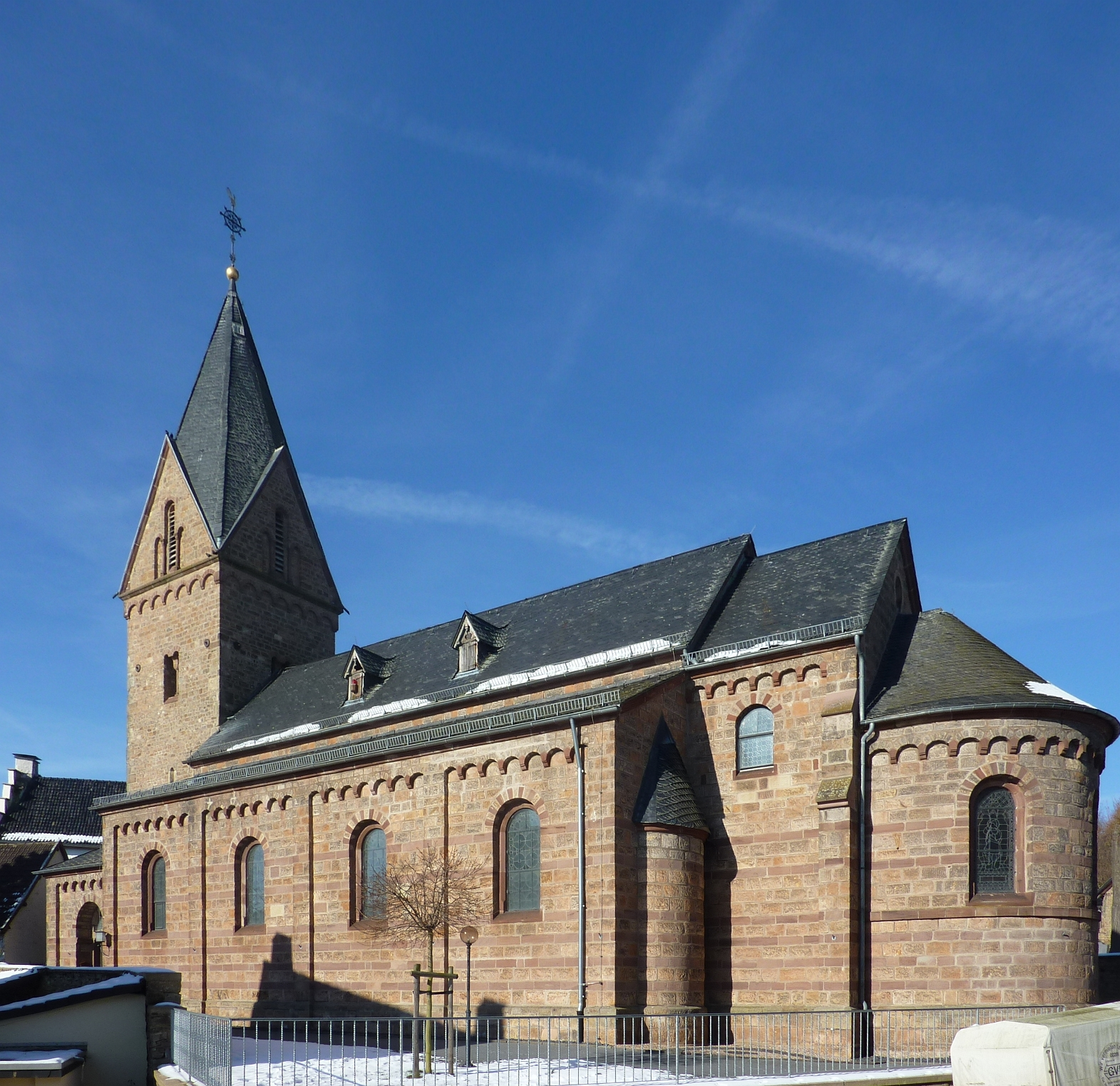
St. Georg zu Kallmuth

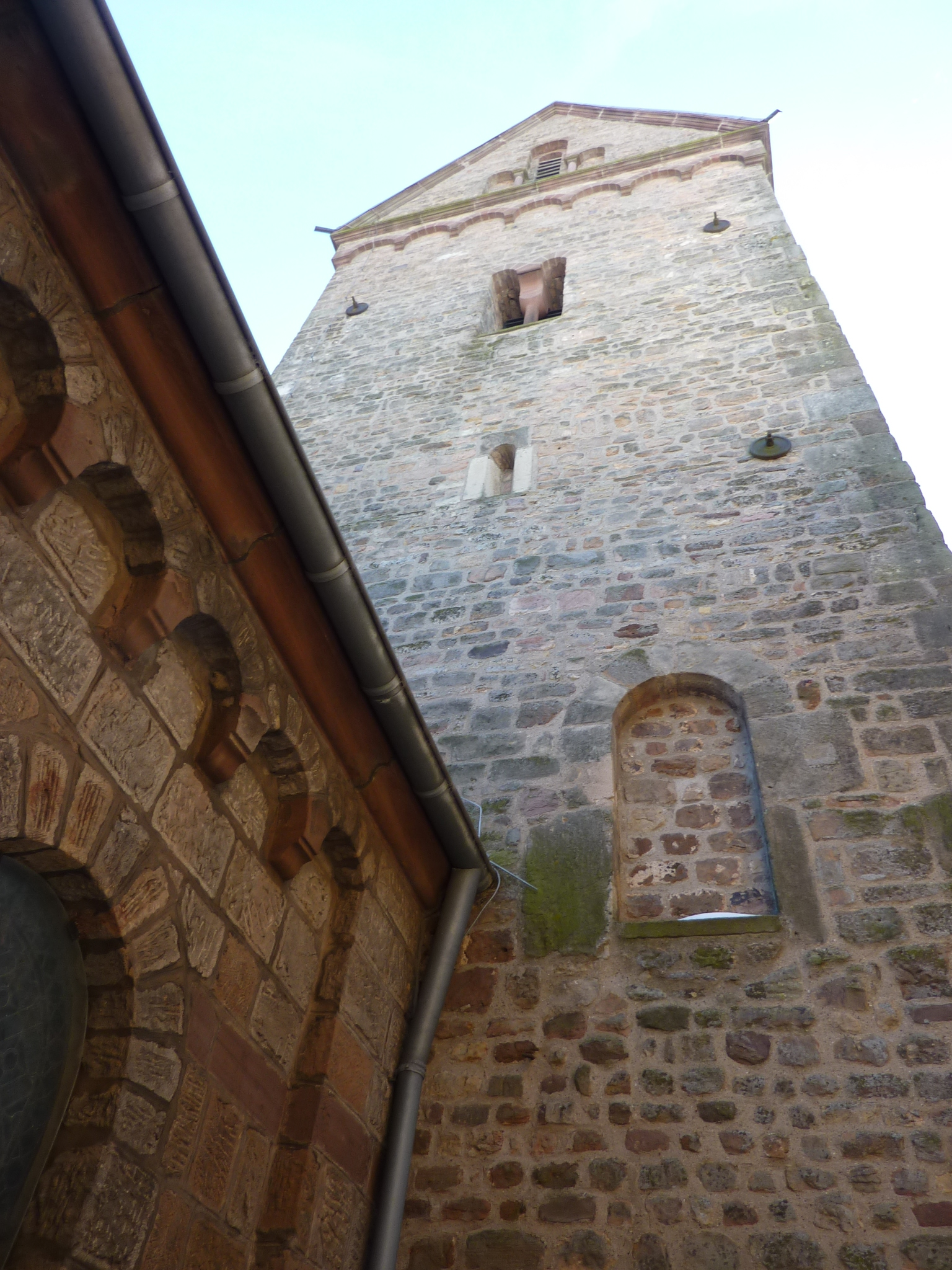
Der romanische Turm, vermauerte Wehrgangstür im 2. Geschoss

Die römisch-katholische Pfarr- und Wallfahrtskirche St. Georg befindet sich in Kallmuth, einem Ortsteil von Mechernich in der Eifel im Kreis Euskirchen (Nordrhein-Westfalen).

## Geschichte und Architektur

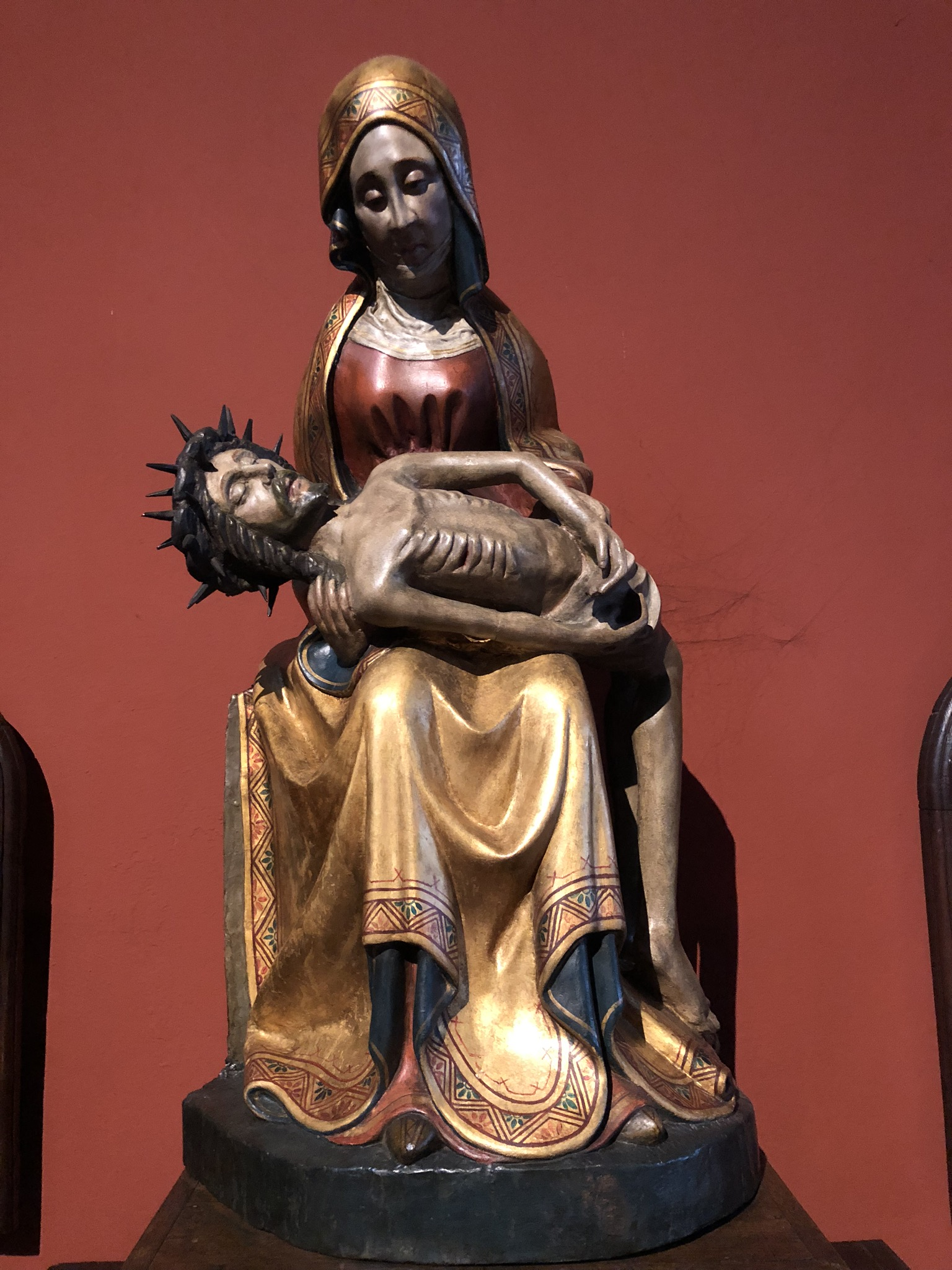
Kallmuther Pieta von 1475

St. Georg ist hervorgegangen aus der Kapelle der benachbarten Burg Kallmuth. Aus der Zeit der Nutzung als Burgkapelle stammt der viergeschossige Turm, der um 1200 entstanden ist. 1644 wurden Kapelle und Burg im Zuge des Dreißigjährigen Krieges durch hessische Truppen niedergebrannt. Die Kapelle wurde in kleineren Formen wieder hergerichtet, der romanische Turm konnte beibehalten werden.
1888 wurde der alte Turm in den neoromanischen Neubau der Kirche St. Georg, einer dreischiffigen Pfeilerbasilika mit Halbkreisapsis, einbezogen. Die Pläne hierzu entwarf der Kölner Architekt Theodor Kremer. Um 1900 erhielt der Turm einen neuen Helm. Der Turm besitzt im zweiten Geschoss ein vermauertes Portal, offenbar eine frühere Wehrgangstür.
St. Georg ist Wallfahrtskirche zur schmerzhaften Mutter und zum heiligen Georg und ist jährlich Zentrum der Pferdeprozession St. Georgsritt.
In der Kirche befindet sich eine Pieta aus Holz auf dem Seitenaltar, 79 cm, von 1475.

## Pfarrer
Folgende Priester wirkten bislang als Pfarrer an St. Georg:
- 1925–1930: Wilhelm Engstenberg
- 1930–1933: Wilhelm Schumacher
- 1933–1943: Heinrich Benz
- 1943–1945: Josef Hillmann
- 1946–1953: Eugen Kranz
- 1953–1967: Hubert Wolters
- 1967–1974: Herbert Maaßen
- 1974–1979: Franz Matzerath
- 1980–1990: Günter Salentin
- 1991–2012: Kurt Hoberg
- Seit 2012: Erik Pühringer